# Cezarina Adamescu
Cezarina Adamescu (n. 4 noiembrie 1951, Galați) este o poetă, prozatoare, eseistă, dramaturg și critic literar român. Este membru al Uniunii Scriitorilor din România, filiala Bacău.

## Biografie
În 1970 a absolvit Liceul teoretic Nr. 2 "Mihail Kogălniceanu" din Galați, profil umanistic.
Studiile universitare ale Cezarinei Adamescu includ Facultatea de Teologie Didactică a Institutului Teologic Romano-Catolic de grad Universitar “Sf. Tereza” din București,  Facultatea de Teologie Didactică, Secția Limbi clasice (1993-1999).  În prezent, ea este doctorand în Teologie și limbi clasice.

### Afiliere:
- Membru al Uniunii Scriitorilor din România, filiala Bacău (2011);
- Membră a Societății Scriitorilor “Costache Negri” (oct. 1996) al cărei președinte este poetul Sterian Vicol.
- Membră a Asociației Scriitorilor din Maramureș din anul 2009;

- Membră a Ligii Scriitorilor de Expresie Română de Pretutindeni, filiala Iași, președinte: Constantin Toni Dârțu
- președintă a Societății de Cultură și Umanitate "Viața de pretutindeni" din Arad, filiala Galați;
- membră a Cenaclului literar-muzical "Ștefan Petică redivivus. Noua Școală de Frumos", pe care l-a condus între 1992-1994
- membră a Asociației Scriitorilor  Scriitorilor de limbă română din Quebec;
- membră a Uniunii Epigramiștilor din România.

### Debut publicistic
Cezarina Adamescu debutează în luna septembrie 1982, la cotidianul Viața nouă din Galați, cu un poem de toamnă. Este publicată în revista Luceafărul sub pseudonimul Simona Condor, apoi, cu mai multe poeme, în rubrica lui Geo Dumitrescu intitulată Atelier literar. În ianuarie 1984, publică sub același pseudonim în revista Convorbiri literare un ciclu de poeme. În aceeași perioadă debutează cu poeme sub numele adevărat în revista Tomis.

### Debut editorial
Debutează în anul 1987 cu volumul de poeme Arhipelagul visării, Editura Litera, București. Volumul, cu o ilustrație de Done Stan, va fi remarcat în paginile revistelor Luceafărul, Convorbiri literare, Viața Nouă Galați, România Literară, Acțiunea din Galați.

## Premii literare recente
- 2003, Premiul Societății Scriitorilor C. Negri filiala Ploiești, pentru două volume: Autograf pe lumină și Spațiu târziu
- 2007, Premiul Revistei Dunărea de Jos, pentru volumul Călătoria în patria neasemuită a cuvintelor
- 21 decembrie 2010 – Premiul Revistei „Vatra Veche” pentru critică literară – pentru volumele: „Cultura omului și omul culturii”; „Poezia Boemei și boema poeziei – Nicolae Băciuț”; „Spre maluri care nu se surpă – Scriitori mureșeni în pagini dunărene” – toate apărute la Editura Nico – Târgu Mureș, 2010.
- 2013, Premiul revistei Boema, diplomă de merit[3]

## Opera
Opera scriitoarei Cezarina Adamescu cuprinde peste 170 de cărți și nenumărate colaborări cu publicații literare din țară și străinătate,  rodul a două decenii de activitate prodigioasă în slujba cuvântului. Arhivat în 9 noiembrie 2012, la Wayback Machine.

### Eseuri și povestiri
- Iată Mama ta! – Semnificația cultului marian în Bisericile Catolică și Ortodoxă, compendiu de mariologie, lucrare de licență și de admitere la doctorat în teologie, limbi clasice, Editura Alma, Galați, 1998
- Pistruiatii din orasul Azuro - poveste feerica pentru toate varstele, Editura  Istru, Galați, 1999
- Cuvinte de împărtășire, reflecții spirituale, Editura Presa Bună, Iași, 1999
- L”Ange Etienne, traduit du romain par Constantin Frosin, Ed. Arionda, Galați, 2000
- Prizonier din iubire, itinerar spiritual, Ed. Presa Bună, Iași, 2000
- Anotimpuri franciscane, itinerar spiritual, Editura Pax Aura Mundi, Galați, 2001;
- Dimineți nelocuite sau Îngerul Esteban, Editura Pax Aura Mundi, Galați, 2001;
- Dreptul la nemurire, sau Nichita AZI, Editura Pax Aura Mundi, Galați, 2002;
- Meditații la Poarta Mileniului, repere morale, Ed. Presa Bună, Iași, 2003
- Dumnezeu la prima vedere, exerciții de gândire creștină, Ed. Pax Aura Mundi, Galați, 2003
- Povestea din cuvânt, povești pentru copii, Editura Pax Aura Mundi, Galați, 2003
- Ca o pasăre Ibis, sau Nichita AZI, Editura Pax Aura Mundi, Galați, 2003
- Autograf pe lumină sau Nașterea de Sine în Cuvânt, Editura Pax Aura Mundi, Galați, 2003
- Când sfinții se întorc acasă – florilegiu antonian, Editura Arionda, Galați, 2004;
- Feerie de Crăciun, scenetă literar-muzicală dedicată Nașterii lui Iisus Hristos, Editura Arionda, Galați, 2006
- Vorbește-mi despre mine sau Înger în oglindă, Editura Arionda, Galați, 2006
- Monumentul cărții și mucenicia cuvântului, exegeze și portrete spirituale, Editura Arionda, 2006
- O gură de copilărie sau Vârstele CezAriondei, Editura Arionda, Galați, 2006
- Povestea Prințului Cenușiu, dramatizare după feeria „Pistruiații din orașul Azuro”, Editura Arionda, Galați, 2006
- Alena, pințesa tristeților albe, poveste feerică pentru copii, Editura Arionda, Galați, 2006
- Povestea Prințului Cenușiu, piesă de teatru pentru copii, Editura Arionda, Galați, 2006
- Cântecul sinelui, Editura Arionda, Galați, 2007
- Logodnă mistică, Editura Arionda, Galați, 2007
- Cântecul Cezarei într-o sumă de ipostasuri, Editura Arionda, Galați, 2007
- Monumentul cărții și mucenicia cuvântului, exegeze și portrete spirituale, Editura Ariolnda, Galați, 2007
- Busuioc de cuvinte, exegeze și portrete, Editura Arionda, Galați, 2007
- 99 de anotimpuri fără Nichita, volum comemorativ, Editura Sinteze, Galați, 2008
- Acasă în Paradis, Requiem pentru prof. Dr. Artur Silvestri, Editura Sinteze, Galați, 2009
- O stea căzând, se-nalță, florilegiu omagial pentru GRIGORE VIERU, Editura Sinteze, Galați, 2009
- Povești pentru Georgiana : învârtecușuri, Sinteze, 2010
- Poezia Boemei și boema poeziei - Nicolae Băciuț, Editura Nico, Târgu-Mureș, 2010
- Spre maluri care nu se surpă, Scriitori mureșeni în pagini dunărene, Editura Nico, Târgu-Mureș, 2010
- Cultura omului și omul culturii – Nicolae Băciuț – chip și spirit contemporan, Editura Nico, Târgu-Mureș, 2011
- Nicolae Băciuț – Privire în inima cărții, ediție critică, Editura Nico, Târgu-Mureș, 2011
- Sâmburi de migdale, tablete confesive, Editura Sinteze, Galați, 2012
- Cioburi de vitraliu, crochiuri sexagenare, Editura Sinteze, Galați, 2012
- Un timp al netimpului, cuvinte placebo, InfoRapArt, Galați, 2012
- Niciodată mereu, de vorbă cu Pasărea Poemului- Tablete imprevizibile, Editura InfoRapArt, Galați, 2012
- Amarnica mea bucurie și plânsul bucuriei perfecte, publicistică, Editura InfoRapArt, Galați, 2012
- Mâna cu miros de culoare sau veșnicul efemer, carte memorială Ionuț Cătălin Florea, Editura InfoRapArt, Galați, 2013
- Urme de sine, Cuvinte cu limbă de moarte, Editura InfoRapArt, Galați, 2013
- Răzvan Ducan - un scriitor la poarta metaforei, critică literară, Editura Nico, Târgu-Mureș, 2013
- Puiul de cais și grădina fermecată, scenete, Editura InfoRapArt, Galați, 2013;
- Un miracol numit Fasolică, poveste adevărată, Editura InfoRapArt, Galați, 2013;
- Răspântii de sine, anotimpuri sufletești, Editura SINTEZE, Galați, 2013, Grafică: Angela Holca
- Gospa, Ucenici la Școala Fecioarei, periplu prin Bosnia și Herțegovina, InfoRapArt, Galați, 2013;
- Simon Ajarescu – Eu sunt un venetic sideral, InfoRapArt, Galați, 2013
- Simon Ajarescu Între vocație și destin, InfoRapArt, Galați, 2013
- Întâlniri imprevizibile, critică eseistică, vol. XIII, Editura InfoRapArt, Galați, 2013
- Întâlniri afective, critică eseistică, Vol. XIV, InfoRapArt, Galați, 2013
- Întâlniri fastuoase, critică eseistică, vol.XV, Editura InfoRapArt, 2013
- Întâlniri semnificative, critică eseistică, vol.XVI, InfoRapArt, Galați, 2014
- Privind înapoi cu speranță, eseu memorialist asupra operei lui Marin Preda, vol.I, InfoRapArt, 2014
- Marin Preda – un drum al memoriei, eseu memorialistic asupra operei lui Marin Preda, vol.II, InfoRapArt, 2014
- Întâlniri dunărene, critică eseistică, vol.XVII, InfoRapArt, 2015
- Întâlniri definitorii, critică eseistică, Vol. XVIII din Întâlniri spirituale, InfoRapArt, Galați, 2015
- Marin Preda, În așteptarea lui Moromete, critică eseistică asupra operei lui Marin Preda, vol.III, InfoRapArt, Galați, 2015
- 35 de ani fără Marin Preda, Ediție comemorativă, Vol. IV, InfoRapArt, Galați, 2015
- Rai de taină. Cartea celor o sută de cărți. Testimoniar, InfoRapArt, Galați, 2015
- Visul morilor de vânt în poezia Marianei Rogoz Stratulat, Editura Rafet, Râmnicu Sărat, 2015
- Întâlniri itinerante, critică eseistică, vol. XIX, Editura InfoRapArt, Galați, 2016
- Ultimul cel dintâi, Cartea celor 101 de cărți, Editura InfoRapArt, 2016
- Diaspora literară românească, vol I, Editura InfoRapArt, 2016
- Diaspora literară românească, vol. II, Editura InfoRapăArt, Galați, 2016 ;
- Prietenii mei, artiștii, Editura InfoRapArt, Galați, 2016
- Fascinația artei, Editura InfoRapArt, Galați, 2016
- Elena Buica, o ambasadoare a sufletului romanesc, Editura: Anamarol, 2016
- In cautarea tineretii fara batranete, Editura: Anamarol, 2016
- Pasărea Măiastră a cuvântului poetic. Un studiu asupra operei poetice și aforistice a lui Ionuț Caragea, Editura PIM, Iași, 2016
- Adrian Erbiceanu – în căutarea tinereții fără bătrânețe, Editura Anamarol, București, 2016
- Mărturiile veacului și dreptul la memorie. Saga Familiei Bentoiu, Editura InfoRapArt, Galați, 2016
- Anotimpuri sufletești, panseuri, Editura Ștef, Iași, 2017
- El, ea și amândoi, Editura Ștef, Iași, 2017
- Înțelepciune duhovnicească în scrierile părintelui dr. Gheorghe Nicolae Șincan, Editura Vatra veche, 2017
- Întâlniri de ieri și de mâine, critică eseistică, vol. XX, Editura InfoRapArt, Galați, 2017
- Cronicar la Dunărea de Jos, Editura InfoRapArt, Galați, 2017
- Eu și Dunărea, eseuri dunărene, Editura InfoRapArt, Galați, 2017
- Vocile Dunării, scriitori și poeți dunăreni, Editura InfoRapArt, Galați, 2017
- O clipă din memoria eternității, eseuri, Editura InfoRapArt, Galați, 2017
- Lumini crucificate, Editura InfoRapArt, Galați, 2017
- Gânduri despre ființa cuvântuluiv, Editura InfoRapArt, Galați, 2017
- Trepte spre Rai, cuvinte de bunăvoire, Editura InfoRapArt, Galați, 2017
- Plecarea numită întoarcere, eseuri spirituale, Editura InfoRapArt, Galați 2018
- Simfonia sufletului religios, eseuri spirituale, Editura InfoRapArt, Galați 2018
- Carte de Înviere la îndemâna oricui, Editura InfoRapARt, Galați, 2018
- Carte de tămăduit suflete, Editura InfoRapArt, Galați, 2018
- Cezara fluviului străbun, Editura InfoRapArt, Galați, 2018
- Întâlniri empatice, cronici literare, eseuri, portrete, Editura InfoRapArt, Galați, 2018
- Tandrețe sexagenară, Editura Ștef, Iași, 2018
- Dimineață-n amurg – Carte de identitate poetică, Editura Ștef, Iași, 2018
- Neam din neamul lui Dumnezeu, Editura Ștef, Iași, 2018
- De dragul lui Dumnezeu, Editura Ștef, Iași, 2018
- Cezara Duhului Iubirii, Editura Ștef, Iași, 2018
- Carte pentru bunici și pisici, Editura Ștef, Iași, 2018
- Întâlniri edificatoare, eseuri critice, Editura Ștef, Iași, 2019
- Întâlniri în cuget, eseuri critice, Editura Ștef, Iași, 2019
- Carte caleidoscopică, Editura Ștef, Iași, 2019
- Părintele Abecedarului, Editura Ștef, Iași, 2019
- Lumea ca un altar de Lumină, eseuri spirituale, Editura Ștef, Iași, 2019
- Întâlniri impresionante, eseuri spirituale, Editura Ștef, Iași, 2019
- De-a ascunselea cu Luna (Copilăria ca o păpădie), Editura Ștef, Iași, 2019
- Eu caut sufletul Luminii, aforisme, Editura Ștef, Iași, 2019
- Miracolul creației, (Carte despre Ionel Jecu), Editura Ștef, Iași, 2019
- Apostolatul Cuvântului, Editura Ștef, Iași, 2019
- Privilegiul memoriei, eseuri spirituale, Editura Ștef, Iași, 2019
- Cuvinte in duh de lumina. Terapia confesiunii. Eseuri, in colab. cu Iosif Roca, Editura: ePublishers, 2020

### Poezie
- Arhipelagul visării, poeme, Ed. Litera, București, 1987
- Primvara face pozne, poezii pentru copii, Ed. Porto Franco, Galați, 1991
- Dioptrii pentru suflet, poeme spirituale, Ed. Porto Franco, Galați
- Cartea cu îngeri, poeme pentru copii, Ed. Porto Franco Galați, 1997
- Mysterion, poeme, Ed. Alma, Galați, 1997
- Departele și aproapele, poeme spirituale, Eitura Presa Bună, Iași, 1999
- Prilej de aproapev, poeme, Editura Arionda, Galați, 1999
- Palatul lunii, 88 de povești poematice, Editura Diagonal, Bacău, 1999
- Mai frumoasă ca raiul, florilegiu marian, Editura Pax Aura Mundi, Galați, 2002
- Un poem numit Francisc, poezii, Editura Pax Aura Mundi, Galați, 2002;
- Spațiu târziu, Poeme de sfârșit și de început de mileniu, Editura Arionda, Galați, 2002
- Autograf pe lumină, poeme, Ed. Pax Aura Mundi,Galați, 2003
- Povestea fiului pribeag, istorisiri biblice versificate, Edfitura Arionda, Galați, 2006
- Singurătăți împreună, rondeluri în coriamb, Editura Arionda, Galați, 2006
- Feerie de Crăciun, poem scenic, Editura Arionda, Galați, 2007
- Temei de rămânere, 120 de poeme într-un Poem de iubire, Editura Arionda, Galați, 2007
- Acum și în cele din urmă, poeme psaltice, Deditura Arionda, 2007
- Temei de rămânere, 120 de poeme într-un Poem de iubire, Editura Arionda, Galați, 2007
- A înviat precum a zis, Alleluia!, poeme pascale, Editura Arionda, 2007
- Acum și în cele din urmă, poeme psaltice, Editura Arionda, 2007
- Cântecul sinelui, poeme, Editura Arionda, 2007
- Logodnă mistică, poeme, Editura Arionda, 2007
- Vârstele spiritului, poeme, Editura Arionda, Galați, 2008
- Ultima logodnă, 333 de sonete de iubire, Editura Arionda, Galați, 2008
- Lacrimi de mir, poezii, Editura SINTEZE, Galați, 2009
- Vă scriu în genunchi, poeme, Editura SINTEZE, Galați, 2009
- Un miracol numit Fasolică, poveste în serial, în 12 episoade, pentru preșcolari și școlari mici, ARP, Cărticica de copii, 2009
- Alfabetul cu mirări, versuri pentru școlari mici, Cărticica de copii-ARP, 2009
- Icoanele copilăriei, istorisiri pentru gimnaziu, Cărticica de copii-ARP, 2009
- Stihuri silvestre, poezii despre natură, Pagina Verde, 2009
- Râs în flăcări, fabule, parodii, rondeluri, catrene, epigrame, sonete, Editura Sinteze, Galați, 2011
- Vârfuri de cristal, poeme cu miresme de frezie, Editura Sinteze, Galați, 2011
- Ecouri viitoare, poezie de duh și duh de poezie, Antologie de autor, Editura Sinteze, Galați, 2011
- Străjer peste suflete, poeme în trei versuri, Editura Sinteze, Galați, 2012
- Zăpadă în flăcări, poeme de cumpănă, Editura Sinteze, Galați, 2013
- Planeta primăverii, poezii interactive, Editura InfoRapArt, Galați, 2013
- Personaje preferate din desene animate, Editura InfoRapArt, Galați, 2013;
- Fabule, ghicitori și nemaipomenite scrisori, Editura InfoRapArt, Galați, 2014
- Zâmbind spre infinit, poeme empatice, Editura InfoRapArt, Galați, 2014
- Sufletul dumnezeirii, poeme de Duh, Editura InfoRapArt, 2014
- Azurienii, piesă interactivă, Editura InfoRapArt, Galați, 2014
- Alena, prințesa tristeților albe, piesă interactivă pentru copii, Editura InfoRapArt, 2014
- Suflete de hârtie, versuri, Editura InfoRapArt, 2015
- Adierea mătăsii, o poezie a poeziei, Editura InfoRapArt, Galați, 2016
- Copilărie dunăreană, versuri, Editura InfoRapArt, Galați, 2016;
- Azimi sufletești, versuri, Editura InfoRapArt, Galați, 2016
- Poeme bonsai, Editura InfoRapArt, Galați, 2016
- Absurd normal, epigrame, Editura InfoRapaRT, Galați, 2016
- Minunări, poemele într-un vers, distihuri, terține, catrene, Editura InfoRapArt, Galați, 2016
- Eu și cuvintele, versuri și proză, Editura InfoRapaArt, Galați, 2016
- Zece cărți într-una singură, poezii pentru copii, Editura Olimpias, Galați, 2016
- Poeme gratis, Editura Ștef, Iași, 2016
- Versuri pentru mai târziu, vignete lirice și chipuri sufletești, Editura Ștef, Iași, 2017
- Poezie pe pâine, Editura Ștef, Iași, 2017
- De când te-aștept au înflorit magnolii, 111 sonete neînchipuite, Editura Ștef, Iași, 2017
- O nuntă de cuvinte, 111 sonete de iubire, Editura Ștef, Iași, 2017
- Femeie-n trup, fecioară în cuvinte, 111 sonete fantastice, Editura Ștef, Iași, 2017
- O gură de râs - epigrame mai mult sau mai puțin subtile, Editura Ștef, Iași, 2017
- Un hohot de viață - madrigale, epigrame, hexagrame, poligrame, Editura Ștef, Iași, 2017
- Catrene cu...dileme, Editura Ștef, Iași, 2017
- Lacrimi verzi pe fundal violet, poeme într-unul sau mai multe versuri, Editura Ștef, Iași, 2017
- Pasărea Duhului, poeme, Editura Ștef, Iași, 2017
- Simțul tainei, poezii, Editura Ștef, Iași, 2017
- Vremea poeziei desculțe, Editura Ștef, Iași, 2018
- Paralele încrucișate, epigrame, Editura Ștef Iași, 2018
- Poeme în Duh de Lumină, Editura Ștef, Iași, 2018
- Zvon de gânduri, poezii, Editura Ștef, Iași, 2019
- Pași prin lumea copilăriei, povești poematice, Editura Ștef, Iași, 2019
- Câte stele înflorite, poezii pentru copii, Editura Ștef, Iași, 2019
- Desaga cu suflete, povești poematice, Editura Ștef, Iași, 2019

### Proză și Romane
- Umilință și măreție, proză spirituală, Editura pentru literatură și artă, Editura GENEZE, Galați, 1999
- Vorbește-mi despre mine!, microroman, Editura Arionda, Galați, 2006
- Ultimul cel dintâi, Cartea celor o sută și una de cărți, proză, Editura InfoRapArt, Galați, 2015
- Memoria sufletului, roman, InfoRapArt, 2015

### Cărți colective
- Caseta cu videopovești, Editura Galateea, 1991

Patru volume colective, împreună cu membrii cenaclului Arionda:
- Buchet pentru cei mici, Editura Pax Aura Mundi, Galați, 2006
- Zâmbete pentru copii, Editura Pax Aura Mundi, Galați, 2007
- Călătorie de vis, poezii, Editura Pax Aura Mundi, Galați, 2006
- Armonii celeste, Antologia cenaclului Arionda, Editura Sinteze, Galați, 2009

- Radu Botiș, Cezarina Adamescu și Constantin Vlaicu, Îndreptar de terapie divină, breviar sufletesc, Editura Sinteze, Galațui, 2009
- Pr. Anton Demeter și Cezarina Adamescu, Cununița fecioarei, volum comemorativ la jumătate de veac de la martiriul Veronicăi Antal, Editura Arionda, Galați, 2007;
- Chipuri sufletești - Cezarina Adamescu (versuri) și Constantin Vlaicu (imagini foto), Editura Sinteze, Galați,2010;
- Gânduri văzute și nevăzute, panseuri lirice în imagini, În colaborare cu artistul fotograf Constantin Vlaicu, Editura Sinteze, Galați, 2010
- Jocuri de la grădiniță, poezii pentru preșcolari, Cărticica de copii-ARP
- Cărticica mea de copii, poezii pentru copii, Editura Maria Cristina, Câmpulung Argeș, 2011;
- Răstignire pe lacrimă - Cezarina Adamescu și Ionuț Cătălin Florea (colaj de grafică poetică) - Editura Sinteze, Galați, 2012;
- Cezarina Adamescu și Mariana Voica Grecu, Amprentele clipei. O carte și două autoarea sau Vorbe la patru mâini, Editura Sinteze, Galați, 2012.
- Nicolae Băciuț, "ÎN SPATELE OGLINZII" - Dialoguri literare, Editura Nico, Târgu-Mureș, 2013;
- Virtutea tăcerii – Cezarina Adamescu și Manuela Jerlăianu, microeseuri și poezii, Editura Armonii Culturale, Adjud, 2016
- Vorbe cu gust de cireșe, Cezarina Adamescu și Alexandru Cvitenco, evocări, amintiri, Editura InfoRapArt, Galați, 2018

### Culegeri, Dicționare, Antologii, Istorii, Manuale
- Culegere de poezii pentru copii, Antologie pentru copii, editată de Revista de Pedagogie, 1995
- Epigramiste din România, Editura Vimar, București, 1997
- Constantin Tănase, Atracție paronimică, Editura Scriptor, Galați, 1999
- Umor la Mila 80, Clubul umoriștilor Verva, Galați, Editura Alma, Galați, 2000
- Constantin S. Dimofte, Miza pe pasul în doi, Editura pentru Literatură Națională, București, 2003
- Manual auxiliar de limba română, cl. V_VIII. Coordonatori: Laila Chitic; Gabriela Ciubotaru și Maria Brăilescu, Editura Europolus, Galați, 2004
- Gheorghe Culicovschi, Epigramiștii zodiilor, Pledoarie pentru epigramă, Vol. I, Editura Ridendo, Câmpina, 2007
- Almanahul Revistei "Dunărea de Jos", Editura Centrului Cultural Dunărea de Jos, Galați, 2007
- O antologie a literaturii gălățene contemporane, poezie, vol. I, Editura Centrului Cultural Dunărea de Jos, Galați, 2008
- Mărturisirea de credință literară, vol. II. Scrisul ca religie la Români în preajma Anului 2000, Carpathia Press, București, 2008
- In memoriam Artur Silvestri, Mărturii tulburătoare, Editura Carpathia, București, 2009
- Radu Cârneci, Antologia sonetului românesc, vol.1-3; Editura Muzeul Național al Literaturii Române, București, 2009
- Constantin Toni Dârțu, Personalități române și faptele lor, 1950-2000, Volumul XXXV, Editura Panfilius, Iași, 2009
- Antologia "Dor de Dor", editată sub îngrijirea lui Marin Toma, Editura din Slobozia, 2009
- Ion Cristea Geană, Săgețile Afroditei.....
- Antologia Boemia, sub îngrijirea lui Nicolae Băciuț, Editura Nico, Târgu-Mureș, 2010
- Nicolae Băciuț, Vamă pe valoarea adăugată, Dialoguri literare, Editura Nico, Târgu-Mureș, 2010
- Epigrame cu și despre Femei, Editura Grafit, Bacău, 2010
- Cleopatra, Casa gândului, Însemne, poezii, Editura Docucenter, Bacău, 2010
- Lira în patru puncte cardinale, poezii. Selecție de Cristina Ștefan, Rovimed Publishers, Bacău, 2010;
- Viorel Dinescu, Dialoguri socratice, Editura Axis Libri, Galați, 2010;
- Antologie de poezie - 55 de poeți contemporani (pagini alese), Coordonator Valentina Becart; Editura Arhip Art, Sibiu, 2010
- O antologie a literaturii gălățene contemporane, Umor, vol. IV, Editura Centrului Cultural Dunărtea de Jos, Galați, 2010
- Istoria umorului gălățean de la C.Conachi până în prezent, Coordonator: Vasile Plătintă, Editura Centrului Cultural Dunărea de Jos, Galați, 2011
- Poetica, Antologie de poezie, Selecție: Cristina Ștefan, Editura Artbook, Bacău, 2011
- Viorel Dinescu, Dimensiunea ascunsă, Opera poetică, ediție critică, Editura Princeps Edit, Iași, 2011
- DICTIONARUL LIGII SCRIITORILOR ROMANI, VOL. I, CLUJ NAPOCA, 2011. Coordonator: Al.Florin Țene.
- Altă facere a lumii, Nicolae Băciuț în lecturi critice, Editura Nico, Târgu-Mureș, 2011
- Artă sfâșiată, Antologie de poezie (poeți contemporani - 73), Editura Arhip Art Sibiu, 2011; (Coordonator: Valentina Becart)
- Ligya Diaconescu, Antologia scriitorilor români contemporani din întreaga lume STARPRESS 2011, ediție bilingvă româno-engleză, Editura Fortuna, 2011
- Cenaclul Arionda, Viitorul trecutului prezent, Editura Olimpias, Galați, 2012
- "VERVA" 35, Istorie și actualitate. Coordonator: Ion Moraru, Editura Centrului Cultural "Dunărea de Jos", Galați, 2012
- Dincolo de cuvânt, (confesiunea poetului, prozatorului), Coordonator: Valentina Becart, ArhipArt, Sibiu, 2012
- A treia carte. Poezii, Selecție de Cristina Ștefan, ArtBook, Bacău, 2012
- Meridiane lirice, Antologie universală a poeziei românești contemporane, 124 de poeți contemporani, Editura Armonii Culturale, Adjud, 2012
- Antologie de poezie și proză. Cenaclul literar Lira 21, Selecție de Cristina Ștefan, ARTBOOK, Bacău, 2013
- Prezentă în Antologia de epigramă « Epigramiștii se prezintă » - editată de Uniunea Epigramiștilor din Romînia, Seria : Epigrama 2000, Nr. 24, Volumul II, Editura Grafit, Bacău, 2013
- Vacanța Mare cu JOY, Clasa I, Roxana Toader, Monica Grozavu, Livia Zegheru, Nicoleta Zănoagă. București, Joy, 2013
- Cele mai frumoase povești de Crăciun, Vol.2. Editura Joy, București, 2013
- Zanfir Ilie, Galațiul în spațiul cultural național, Editura Convorbiri literare, Iași, 2013, p.83-84 ;
- Ioan Miclău (Australia), Pe drumurile artei, Bârda, Editura « Cuget Românesc », Malovăț, 2013, pp. 195-202
- Renașterea buzoiană, Almanah 2014, p. 16 ;
- Uni-Versuri, Anthologie (25 de autori), Editura Axis Libri, Galați, 2016
- Prezentă în cel puțin 20 de Antologii de umor și epigramă din România

### Cărți publicate online
- Treptele sinelui, teatru de poezie, Editura Semănătorul, 2008
- Desaga cu suflete, povești poematice, Editura Semănătorul, 2008;
- Singurătăți împreună, rondeluri, Editura Semănătorul, 2008
- O nuntă de cuvinte
- Sculpturi pe o boabă de orez
- De când te-aștept au înflorit magnolii
- Adierea mătăsii - haiku*
- Artur Silvestri - Documentar memorialistic", Editura Semănătorul, 2009
- Întâlniri cruciale, vol. I al Intalnirilor spirituale; exegeze și evocări
- Întâlniri providențiale, vol. II al Intalnirilor spirituale; critică literară, portrete, eseuri spirituale, Editura Semănătorul, 2009
- Întâlniri fascinante, vol. III al Intalnirilor spirituale; cronici, eseuri, portrete, exegeze, interviuri, evenimente, tablete spirituale
- Întâlniri virtuale, vol. IV al Intalnirilor spirituale; cronici, eseuri, portrete, exegeze, interviuri, evenimente, tablete spirituale
- Întâlniri esențiale, vol. V al Intalnirilor spirituale; cronici, eseuri, portrete, exegeze, interviuri, evenimente, tablete spirituale
- Întâlniri între ghilimele, întâniri probabile, vol. VI al Intalnirilor spirituale; portrete literare, interviuri, exegeze, eseuri, marginalii, Editura Semănătorul, 2010
- Preoți sfinți, lăcașuri sfinte, Editura Semănătorul, 2010
- Mărturiile veacului - carte pentru Marta Cosmin, Editura Semănătorul, 2010
- Gospa. Ucenici la Școala Fecioarei, Editura Semănătorul, 2010
- Întâlniri în zori de mileniu - întâlniri spirituale, cronici, exegeze, portrete literare, eseuri, marginalii, vol. 7, Colecția Calameo. Cititor de proză, 2011
- Întâlniri vindecătoare, vol. IX al Intalnirilor spirituale; critică eseistică, Editura Semănătorul, 2011
- Porți spre eternitate, reportaj-evocare, Editura Semănătorul, 2011
- Oglinzi cu memorie - micro-vignete lirice, Editura Semănătorul, 2011
- O lecție de supraviețuire - când Dumnezeu dispune, iar omul consimte, Editura Semănătorul, 2011
- Amarnica mea bucurie - Tratat de singurătate, Editura Semănătorul, 2011
- Lumina Patriarhilor
- Întâlniri neașteptate
- Întâlniri așteptate, critică eseistică, Editura Semănătorul, 2012
- Întâlniri în oglindă
- Întâlniri la poarta mileniului (Colecția Calameo. Cititor de proză)

## Activitate literară și publicistică
Cezarina Adamescu a fost în perioada 2001-2004 redactor șef la revista de spiritualitate mariană Steaua Diminții. Apar 13 numere ale acestei reviste trimestriale, editată de Asociația Internațională Armata Maicii Domnului. Este redactor la revista germană Agero-Stuttgart, din luna ianuarie 2009, redactor la revista Viața de pretutindeni din Arad, precum și la revista Dor de Dor, din localitatea Dor Mărunt. Deține funcțiile de: editor la Cărticica Românească de Copii, revistă ARP-online, redactor de specialitate la revista Cetatea lui Bucur, consilier editorial la revistele creștine Slova creștină, Glas comun și Slova copiilor, editor la revista Ecoul – ARP, redactor la revista Moldova Literară aparâinând Ligii Scriitorilor din România – filiala Iași, redactor la revista Contraatac din Adjud, redactor colaborator la revista internațională Starpress, revistă româno-canado-americană și colaborator la revista Romanian-Vip din S.U.A.

### Colaborări
Cezarina Adamescu apare și publică în următoarele reviste: revista AGERO Stuttgart, Germania; revista LUMINĂ LINĂ - New-York; revista Iosif Vulcan, Australia; Roumanian-American writers in New-York – cu texte de critică și exegetică literară; Caietele de Sud-Est a Cercului de Românistică Saint Raphael, revista Spirit of Romania – Sydney- Australia, revista Observatorul din Totornto - Canada, revista Romanian-Vip din Texas–Dallas – SUA; revista Starpress – româno-canado-americană, revista Zemra-Sqiptare – Albania; revista Nou Horizont – Valencia – Spania, Vestea Bună, revistă de cultură și spiritualitate din Răducăneni, Iași, la Dunărea de Jos Galați; Sinteze literare, Ploiești; Jurnal Universitar Danubius a Universității cu același nume din Galați, Realitatea – Galați; Șansa ta – revistă a Universității Danubius Galați, revista On-line O carte pe zi, Publicație ARP; revista online Monitor cultural, editată de Asociația Română pentru Patrimoniu; revista online Ecoul, publicație ARP; revista de informație culturală online Analize și fapte, ARP; revista online Cărticica românească de copii - publicație ARP; Universul cărților – publicație online, editată de ARP; revista Sinergia din Ploiești, revista online Prosaeculum din Focșani și AG pe RIME! din Ploiești ș.a.